# Renonce (Studentenverbindung)

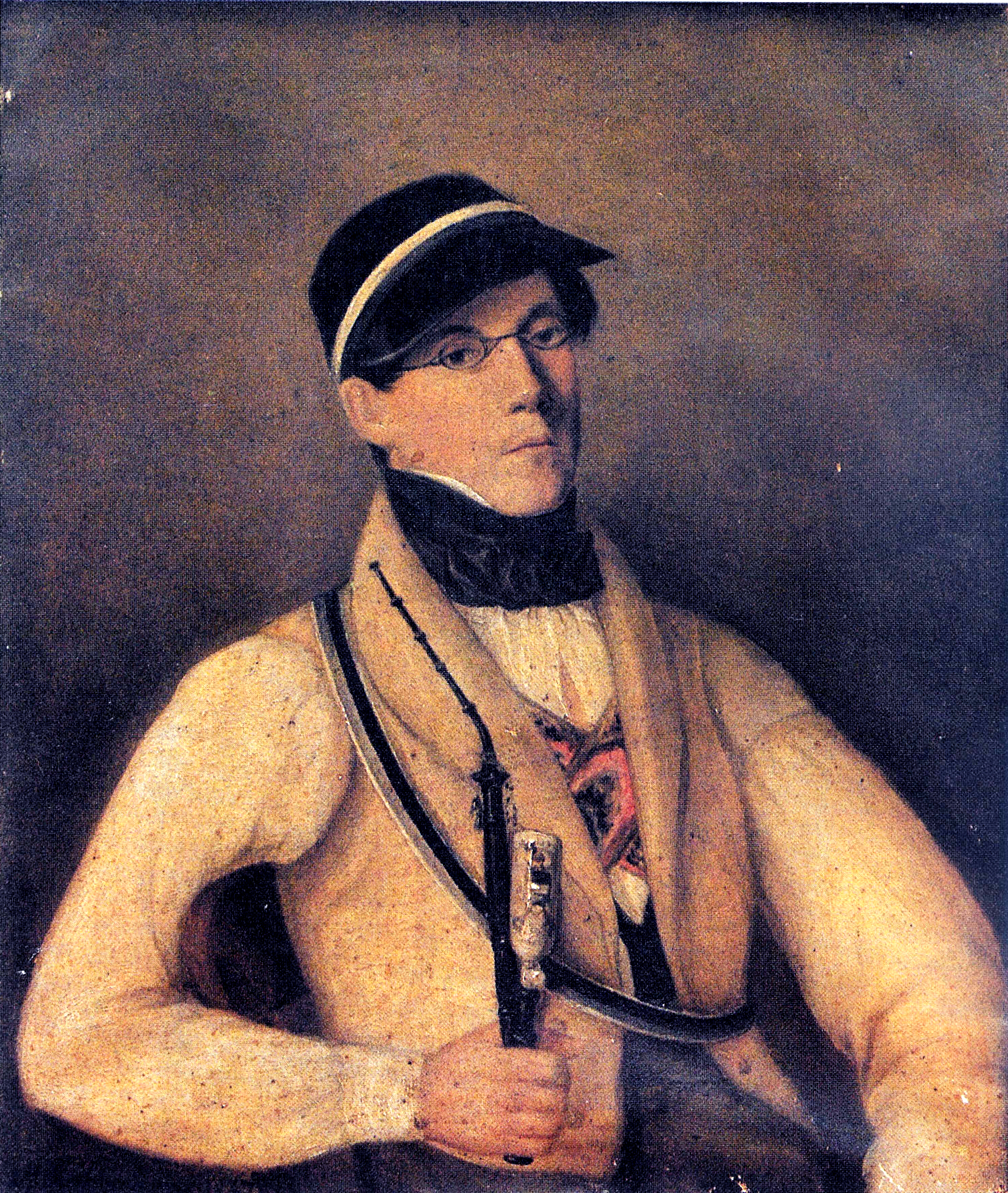
München 1837: Renonce des Corps Suevia München

Ein Renonce (von franz. renoncer, „verzichten“) war bei den Corps, der ältesten Art von Studentenverbindung, in der ersten Hälfte des 19. Jahrhunderts ein Mitglied, das nicht in den „engeren Verband“ aufgenommen war, sich nur locker der jeweiligen Gemeinschaft angeschlossen hatte und so einen Sympathisantenkreis bildete. Renoncen trugen spezielles Couleur, das meist farblich reduziert war.

## Entstehung
Die Corps waren um das Jahr 1800 entstanden und hatten aus dem 18. Jahrhundert sowohl Elemente der alten Landsmannschaften, als auch Elemente der Studentenorden übernommen. 
Von den Studentenorden stammte die Einrichtung der verschworenen Gemeinschaft mit verbindlicher Mitgliedschaft und feierlicher Aufnahme (Reception) in das „engere Corps“ sowie weitere Identifikationsmerkmale.
Von den alten Landsmannschaften wurde die Möglichkeit einer lockeren Zusammengehörigkeit nach Herkunftsregionen übernommen. Diese Funktion übernahm bei den Corps die Gesamtheit der Renoncen. So bildete das Corps also eine Anlaufstätte für Studenten derselben Herkunftsregion, die sich um den Kern der Gemeinschaft, das „engere Corps“, das von den „Corpsburschen“ gebildet wurde, gruppierte. Neuankömmlinge an der Universität genossen so den Schutz und die Unterstützung einer etablierten Gemeinschaft, auch wenn sie sich nicht tiefer engagieren wollten.

## Status
Aus der Gruppe der Renoncen rekrutierte das Corps dann auch seine neuen Corpsburschen, wenn Bedarf bestand. Bei einigen Corps gab es auch eine Art von Numerus clausus, eine Regelung, die besagte, dass die Zahl der jeweils recipierten Mitglieder die Zahl der ursprünglichen Gründungsburschen nicht übersteigen durfte. In diesem Fall konnte nur beim Weggehen von Mitgliedern eine entsprechende Zahl von Renoncen recipiert werden.
Die Aufnahme von Renoncen in das engere Corps konnte nur dann vorgenommen werden, wenn diese Renoncen keine Füchse mehr waren, also Neulinge an der Universität im ersten oder in den ersten beiden Semestern. Erst, wenn sie nach diesem Zeitraum den Status eines Burschen erreicht hatten, konnten sie zu „Corpsburschen“ werden.

## Renoncen heute
Als das Renoncenwesen um die Mitte des 19. Jahrhunderts abgeschafft wurde, rekrutierten die Corps ihre neuen Corpsburschen unmittelbar aus den Füchsen, die nun ausnahmslos die Aufnahme in den „engeren Corpsverband“ anstrebten. So veränderte sich der Begriff des Fuchsen von einer Bezeichnung für „Jungstudent“ im Allgemeinen zu einem Fachterminus für „Nachwuchsmitglied einer Studentenverbindung“. Im neuen Fuchsenstatus fielen die Konzepte des Renoncen und des „alten“ Fuchsen zusammen. Daher kommt es, dass heute noch, zum Beispiel in Berlin, Göttingen, Heidelberg, Stuttgart und Braunschweig, Füchse der Corps teilweise als Renoncen bezeichnet werden und ihrer Unterschrift ein „ren.“ hinzufügen. Einige Corps nennen den Vorgang der Aufnahme eines jungen Studenten als Fuchs „Renoncierung“. 
Das heute so bezeichnete „Fuchsencouleur“ hat seinen Ursprung im farblich abgestuften Couleur der Renoncen.
Auch bei manchen Damenverbindungen wird heute der Begriff „Renonce“ statt „Fuchs“ für Nachwuchsmitglieder verwendet.
Das Renoncenwesen aus der ersten Hälfte des 19. Jahrhunderts hat bis heute Auswirkungen auf die Kultur der Corps, die sich von den Traditionen jüngerer Verbindungstypen unterscheidet. Während alle anderen Verbindungen ihre Vollmitglieder „Burschen“ nennen, legen die Corps bis heute Wert auf die Bezeichnung „Corpsbursche“, da nach alter Auffassung nicht alle Burschen auch Corpsburschen waren. Bis heute ist es bei den Corps üblich, als Beitrittsdatum das Datum der Reception, also das Datum der Aufnahme als Corpsbursche, zu rechnen. Bei anderen Verbindungen gilt in der Regel das Datum der Aufnahme als Fuchs als Beitrittsdatum.
„Renoncierung“ ist auch eine übliche Bezeichnung für die Probezeit, die eine studentische Verbindung zu bestehen hat, wenn sie einem Verband von Corps beitreten will. Hier gilt Ähnliches wie bei der Aufnahme einer Einzelperson in ein Corps. Die „renoncierende“ Verbindung muss sich erst mehrere Semester bewähren, bevor sie endgültig in den Verband aufgenommen werden und sich „Corps“ nennen kann.